# Filip Arrhidaeus
Filip III Arridajos (Arrhidaeus) (gr. Φίλιππος Αρριδαίος; ur. 359 p.n.e. lub ok. 354/353 p.n.e., zm. 25 grudnia 317 p.n.e. lub 316 p.n.e.) – król Macedonii w latach 323–317 p.n.e. oraz formalny władca Egiptu. Syn Filipa II Macedońskiego z nieprawego łoża z Filinną, przyrodni brat Aleksandra Macedońskiego, mianowany królem po jego śmierci. Mąż Eurydyki III, córki byłego króla Macedonii Amyntasa IV i Kynane, córki króla macedońskiego Filipa II i królowej Eurydyki II. Był upośledzony umysłowo – rządy w jego imieniu sprawowali  Perdikkas, Antypater i inni diadochowie.
Urodził się najprawdopodobniej na dworze w Pelli. Jego brat, wyruszywszy na podbój Persji i Wschodu, zabrał go ze sobą. Po śmierci Aleksandra Wielkiego w Babilonie, obsadzenia Arridajosa na tronie zażądało wojsko dowodzone przez Meleagra. Koregentem nowego władcy został, po przyjściu na świat, Aleksander IV – syn Aleksandra Macedońskiego i Roksany. W ich zastępstwie początkowo rządził Perdikkas. W ich imieniu regent dokonał pierwszego zasadniczego podziału ziem podbitych przez Aleksandra WIelkiego między diadochów. Rola Arridajosa w systemie władzy była zasadniczo jedynie fasadowa, toteż rzadko wymieniany jest on w źródłach z epoki. Został ożeniony z krewną Eurydyką, wnuczką Filipa II.
Po śmierci Perdikkasa w 321 p.n.e. koalicja jego przeciwników wybrała na nowego regenta Antypatra. Zabrał on Arridajosa wraz z Aleksandrem IV do Macedonii. Po śmierci Antypatra w 319 p.n.e. w państwie rozgorzały gwałtowne walki o władzę, a Arridajos, jako element legitymacji władzy, przechodził z rąk do rąk pod kontrolę kolejno Poliperchonta, żony Eurydyki, Kasandra i Olimpias. Ta ostatnia miała uwięzić Arridajosa w ciasnej celi, a następnie nakazać zabicie go grupie trackich najemników. Później jego ciało zostało wydobyte i pochowane z honorami na rozkaz Kasandra.